# Robert Gleichauf

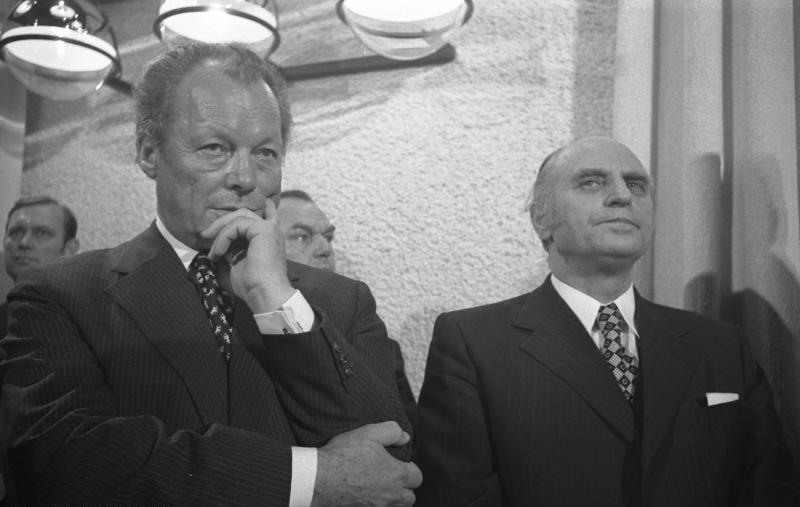
Robert Gleichauf (rechts) 1972 mit Willy Brandt

Robert Gleichauf (* 4. April 1914 in Oberndorf am Neckar; † 25. Oktober 1992 ebenda) war ein deutscher Politiker (CDU).

## Leben und Beruf
Robert Gleichauf wurde am 4. April 1914 in Oberndorf am Neckar als Sohn einer Arbeiterfamilie geboren. Nach dem Besuch der Volksschule absolvierte er eine Mechanikerlehre. Er arbeitete seit 1928 als Mechaniker bei der Mauser-Werke AG in Oberndorf und war dort später als Werksmeister in der Versuchsabteilung tätig. Zwischenzeitlich leistete er zwei Jahre Wehrdienst.
Gleichauf war seit 1946 Betriebsratsvorsitzender der Mauser-Werke AG. Nach der Demontage des Betriebes arbeitete er seit Oktober 1949 als Angestellter beim Arbeitsamt in Rottweil, Nebenstelle Oberndorf. Dort schloss er sich der Deutschen Angestellten-Gewerkschaft (DAG) an. Am 25. Oktober 1992 starb er in Oberndorf am Neckar.
Robert Gleichauf war verheiratet und hatte elf Kinder.

## Politik
Gleichauf trat 1947 in die CDU ein, war Ortsvorsitzender der Christdemokraten in Oberndorf und wurde später zum stellvertretenden Landesvorsitzenden der CDU Württemberg-Hohenzollern gewählt. Er war von 1949 bis 1968 Mitglied des Oberndorfer Gemeinderates und amtierte bis 1962 als stellvertretender Bürgermeister der Stadt. Von 1948 bis 1968 war er Mitglied des Rottweiler Kreistages. 1952 zog er als Abgeordneter in den baden-württembergischen Landtag ein, dem er für sieben Legislaturperioden ohne Unterbrechungen bis 1980 angehörte. Hier war er von 1956 bis 1968 Parlamentarischer Geschäftsführer der CDU-Fraktion. Der Landtag wählte ihn 1954 zum Mitglied der zweiten Bundesversammlung, die 1954 Theodor Heuss zum ersten Bundespräsidenten wählte.
Gleichauf wurde am 12. Juni 1968 als Finanzminister in die von Ministerpräsident Hans Filbinger geführte Regierung des Landes Baden-Württemberg berufen und am 11. Mai 1978 zusätzlich zum Stellvertreter des Ministerpräsidenten ernannt. Er blieb auch unter Ministerpräsident Lothar Späth im Amt, bis er am 4. Juni 1980 aus der Landesregierung ausschied. Anschließend zog er sich aus persönlichen Gründen aus der aktiven Politik zurück.

## Ehrungen
- 1977: Ehrenbürgerschaft der Stadt Oberndorf am Neckar (seine Heimatstadt)
- 1978: Großes Verdienstkreuz (1965) mit Stern (1974) und Schulterband (1978) der Bundesrepublik Deutschland[2]
- 1980: Verdienstmedaille des Landes Baden-Württemberg
- 1980: Ehrenbürgerschaft der Stadt Bad Mergentheim